# Třebestovice
Třebestovice település Csehországban, a Nymburki járásban. Třebestovice Hradištko, Sadská, Poříčany és Milčice településekkel határos. Lakosainak száma 1319 fő (2024. január 1.).

## Népesség
A település lakosságának változását az alábbi diagram mutatja:
| Lakosok száma | 320  | 365  | 431  | 825  | 848  | 943  | 867  | 912  | 1136 | 1319 |
|               | 1869 | 1900 | 1921 | 1961 | 1980 | 2011 | 2016 | 2019 | 2021 | 2024 |